# Wellington College

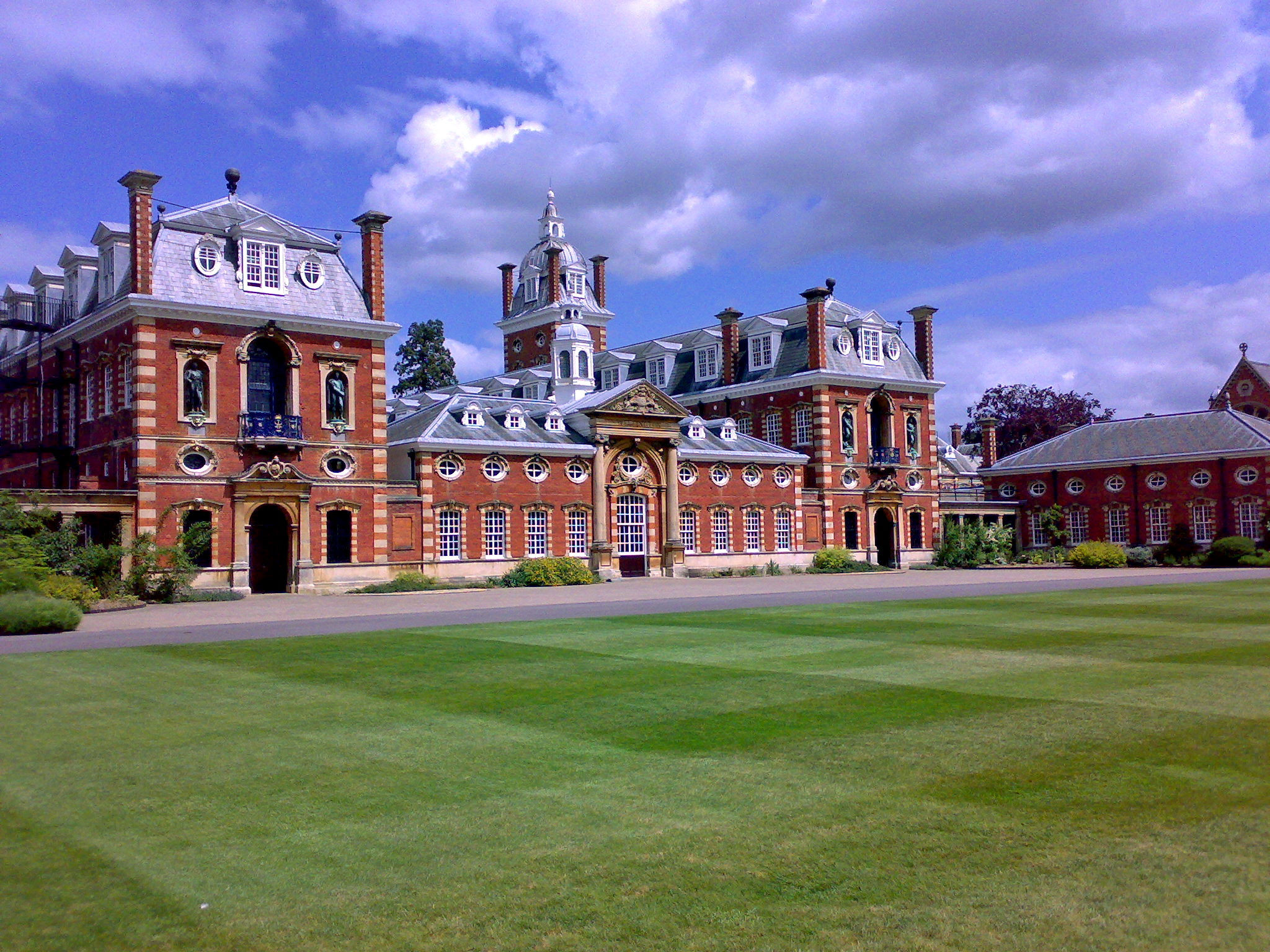
Vista di alcuni edifici del College dal fronte sud

Il Wellington College è una public school nella cittadina di Crowthorne, Berkshire, in Inghilterra. Wellington è un ente di beneficenza registrato e attualmente educa ogni anno circa 1.200 alunni, di età compresa tra 13 e 18 anni. Il college fu costruito come monumento nazionale dedicato al primo duca di Wellington (1769 – 1852), in onore del quale prende il nome. La regina Vittoria pose la prima pietra nel 1856 e inaugurò l'apertura al pubblico della scuola il 29 gennaio 1859.
La scuola è membro del Rugby Group, che comprende altre scuole quali Harrow, Oundle, Radley, Shrewsbury e Winchester, ed è anche membro del gruppo G20 Schools.

## Storia
Il Wellington College ottenne uno statuto reale nel 1853 come "The Royal and Religious Foundation of the Wellington College ", e fu aperto nel 1859. Il suo primo maestro, che è il titolo del preside, fu Edward White Benson, che in seguito divenne arcivescovo di Canterbury.
In origine, la scuola istruiva i figli di ufficiali deceduti che avevano ricoperto incarichi nell'esercito. Nel 1952 una Carta Reale Supplementare ha esteso il privilegio di eleggibilità ai figli orfani di ufficiali deceduti della Royal Navy, dei Royal Marines e della Royal Air Force . Negli anni '60 la scuola stava pensando di diventare coeducativa, ma per alcuni anni la mancanza di risorse finanziarie glielo impedì. Le prime ragazze sono state ammesse alla sesta forma negli anni '70 e la scuola è diventata completamente mista nel 2005. Una recente modifica al regime di tariffe ridotte all'inizio del 2006 ha esteso il privilegio ai figli orfani di militari o donne in servizio deceduti delle forze armate britanniche indipendentemente dal grado, e ai figli orfani di persone che, a giudizio esclusivo dei Governatori, sono morti in atti di coraggio disinteressato. Tuttavia, solo una minoranza dei bambini della scuola ora proviene da famiglie di militari.
Il 6 settembre 2013, i lettori della rivista The Week hanno eletto il Wellington College come "La scuola più lungimirante del Regno Unito", e quattro giorni dopo la rivista Tatler ha scelto il Wellington College come "Migliore scuola senior in Gran Bretagna", nella sua serata Schools Awards a Londra.

### La Wellington Academy
Wellington ha sponsorizzato la fondazione di una nuova scuola statale indipendente nel Wiltshire, The Wellington Academy, che ha aperto nel 2009.

### Wellington College International
Wellington è in collaborazione con il Wellington College International Tianjin, nella città di Tianjin nella Cina continentale, modellato sugli edifici e sull'ethos del college ed aperto nell'agosto del 2011. Wellington è anche partner del Wellington College International Shanghai e della Huili School di Shanghai nella città di Shanghai, e del Wellington College International di Hangzhou e della Huili School di Hangzhou nella città di Hangzhou (sempre nella Cina continentale) e del Wellington College International di Bangkok in Thailandia.

## Architettura
Gli edifici del college sono stati progettati da John Shaw, Jr., che in precedenza aveva lavorato come architetto per l'Eton College . Per l'epoca, il design del College era insolito rispetto alla forma popolare, ma il principe Alberto, che assistette nella scelta dell'architetto, era più interessato all'approccio classico di Shaw, avendo già visto il progetto dell'architetto per la vecchia Royal Naval School a New Cross, Londra. Gli edifici principali sono stati progettati in uno stile vagamente definito "grand rococò francese". La cappella, che ha solo la metà delle dimensioni originariamente previste, è stata progettata da Sir Gilbert Scott .  Sono stati costruiti diversi edifici moderni, i migliori dei quali seguono il grande stile rococò di Shaw, come ad esempio il nuovo edificio delle lingue straniere "Nicholson".

## Curiosità
Il college è stato utilizzato come location per le riprese della serie Netflix The Crown come sostituto di Kensington Palace sia nella stagione 2, episodio 10, che nella stagione 3, episodio 10. Uno dei motti originali del collegio, Heroum Filii, è visibile in una scena della regina che arriva al palazzo e il motto ufficiale del collegio, "Virtutis Fortuna Comes", è visibile in una scena della regina che lascia il palazzo.

## Posizione
Wellington College sorge su una tenuta di 160 ha nel sud-est dell'Inghilterra, vicino a Reading e Sandhurst . I terreni del college includono un campo da golf a 9 buche, vasti boschi e molti campi da gioco, in particolare quelli per il cricket e il rugby. L'area boschiva del college è elencata come riserva naturale locale (LNR) chiamata Edgbarrow Woods .  L'area ospita anche il sito di particolare interesse scientifico (SSSI) Wellington College Bog .

## Maestri del Wellington College
- Dal 2019 James E. L. Dahl
- 2015 – 2019 Julian P. Thomas

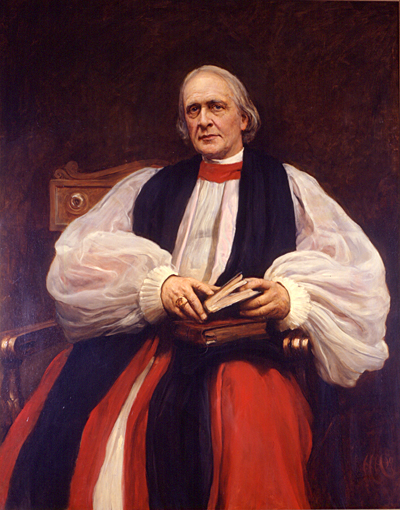
Il primo Maestro EW Benson (dipinto di Hubert von Herkomer).

- 2006 – 2015 Sir Anthony Francis Seldon
- 2000 – 2005 A. Hugh Monro
- 1989 – 2000 Charles Jonathan "Jonty" Driver
- 1979 – 1989 David H. Newsome
- 1966 – 1979 Frank Forman Fisher
- 1956 – 1966 Graham Henry Stainforth
- 1941 – 1956 Harry Wilfred House
- 1937 – 1940 Robert "Bobby" Paton Longden
- 1921 – 1937 Frederick Blagden Malim
- 1910 – 1921 William Wyamar Vaughan
- 1893 – 1910 Bertram Pollock
- 1873 – 1893 Edward C. Wickham
- 1859 – 1873 Edward White Benson

## Ex alunni
- Lo storico P.J. Marshall
- Feldmaresciallo, Sir Claude Auchinleck
- Feldmaresciallo, Sir Geoffrey Baker
- Storico militare, Sir Michael Howard
- Il sacerdote e scrittore David Watson
- Architetto, Sir Nicholas Grimshaw
- L'impressionista Rory Bremner
- Il politico pakistano, Hammad Azhar
- Adolphus Cambridge, primo marchese di Cambridge
- Il monaco buddista Theravāda Ñāṇavīra Thera (nato Harold Edward Musson)
- L'autore Sebastian Faulks
- Il pioniere della scuola di lingue John Haycraft
- Il giornalista politico Robin Oakley
- L'attore Christopher Lee
- Il politico liberale, George Ferguson che è stato il primo sindaco eletto di Bristol (2012-2016)
- Lo scrittore George Orwell (solo periodo pasquale 1917, nel maggio 1917 divenne King's Scholar a Eton )
- Il poeta Gavin Ewart
- Il compositore John Gardner
- Il pilota automobilistico campione del mondo , James Hunt
- Simon Clarke, giocatore di rugby e giocatore di cricket di prima classe
- L'ex leader della Camera dei Lord, Lord Strathclyde
- Giornalista e presentatore televisivo, Peter Snow

- Il vincitore di UK Pop Idol, Will Young
- L'attore di Revenge (serie TV), Josh Bowman
- Cantante nominata ai BRIT Award, Nerina Pallot
- Giocatori di rugby, James Haskell e i fratelli Max e Thom Evans .[11]
- Attore, Robert Morley
- Attrice, Caggie Dunlop
- Attrice, Elize du Toit
- Attrice, Ellie Bamber
- Atleta olimpica, Morgan Lake
- Michael Knatchbull, V barone Brabourne .[12]
- Famiglia Soros.[13]
- Famiglia Getty.[14]
- Famiglia de Betak.[15]
- Famiglia de Givenchy.[16]
- Il principe Christian Victor di Schleswig-Holstein .[17]
- Principe Maurizio di Battenberg .[12]
- Alexander Mountbatten, primo marchese di Carisbrooke .[18]
- Conte Nikolai Tolstoj[19]
- Principe Costantino Alessio di Grecia e Danimarca[20]
- Principe Achilea-Andreas di Grecia e Danimarca[21]
- Principessa Maria Olimpia di Grecia e Danimarca

## The Wellingtonian
Pubblicato per la prima volta nel 1859, l'anno della fondazione del College, The Wellingtonian si è interessata degli eventi interni del Wellington College e del resto del mondo per oltre 150 anni. La rivista viene curata dagli studenti in tutti i suoi aspetti. Negli ultimi anni, The Wellingtonian ha presentato interviste con famosi ex studenti del College, tra cui Sebastian Faulks e Will Young.

## Wellington Television (WTV)
Il canale televisivo online del Wellington College, WTV., è stato fondato nel 2011. Il canale è gestito interamente da studenti e produce contenuti basati su episodi relativi agli studenti ogni poche settimane, nonché cortometraggi una tantum. WTV ha debuttato alla Round Square International Conference del 2011, dove ha intervistato l'ex re Costantino II di Grecia, Karen Darke, Colin Jackson e Jasmine Whitbread .

## La Old Wellingtonian Society
La Old Wellingtonian Society è la società degli ex studenti del college ed è stata fondata nel 1890. È stata istituita per promuovere gli interessi del college e dei suoi membri passati e presenti, e per mantenere gli ex alunni in contatto tra loro e con la scuola.
La Old Wellingtonian Society mantiene un registro dei nomi di tutti coloro che sono passati attraverso il college dall'istituzione della scuola nel 1859 e gli indirizzi di tutti gli ex studenti viventi.